# Frey Rydeberg
Carl Olof Frey Rydeberg, född 27 april 1879 i Åsbo församling, Östergötlands län, död 16 oktober 1943 i Berlin, var en svensk militär.
Frey Rydeberg var son till trafikchefen Georg Viktor Rydeberg. Han avlade mogenhetsexamen i Växjö 1897 och blev underlöjtnant vid Norra skånska infanteriregementet 1899, löjtnant där 1903. Han befordrades till kapten 1915, till major vid Kronobergs regemente 1923 och till överstelöjtnant vid Dalregementet 1928 samt till överste i reserven 1934. Rydeberg genomgick Krigshögskolan 1908–1910 och var aspirant vid Generalstaben 1911–1913. År 1911 företog Rydeberg tillsammans med dåvarande löjtnant Carl Bennedich en studieresa till de karolinska slagfälten i Ukraina vid Poltava och Perevolotjna. Åren 1922–1928 var han militärattaché i Helsingfors, från 1925–1928 med sidoackreditering till Estland, Lettland och Litauen. I Helsingfors inledde Rydeberg ett energiskt arbete på att förbättra samförståndet och samarbetet mellan svensk och finsk militär. Rydeberg var medlem av Nationernas Förbunds folkomröstningskommission i Saarområdet 1934–1935. Efter avskedet 1934 bosatte sig Rydeberg i Stockholm där han tjänstgjorde som rullföringsområdesbefälhavare. Rydeberg utgav Från tsararmé till bolsjevikarmé. De politiska händelserna inom ryska hären under 1917 (1933), Det militariserade samhället (1934, tillsammans med Curt Kempff och Georg Gärdin) samt diverse tidskriftsartiklar. Han blev riddare av Svärdsorden 1920 och av Vasaorden 1928.